# Lättsjön
Lättsjön är en sjö i Bergs kommun i Jämtland och ingår i Indalsälvens huvudavrinningsområde. Sjön har en area på 0,573 kvadratkilometer och ligger 416,8 meter över havet.

## Delavrinningsområde
Lättsjön ingår i det delavrinningsområde (696690-142042) som SMHI kallar för Ovan 696795-142441. Medelhöjden är 489 meter över havet och ytan är 31,67 kvadratkilometer. Det finns inga avrinningsområden uppströms utan avrinningsområdet är högsta punkten. Lillån som avvattnar avrinningsområdet har biflödesordning 3, vilket innebär att vattnet flödar genom totalt 3 vattendrag innan det når havet efter 295 kilometer. Avrinningsområdet består mestadels av skog (52 procent) och sankmarker (44 procent). Avrinningsområdet har 0,57 kvadratkilometer vattenytor vilket ger det en sjöprocent på 1,8 procent.